# Нетакая
«Нетакая» (англ. Unfabulous) — американский молодёжный телесериал на канале TeenNick о «необычной» жизни школьницы по имени Эдди Сингер (Эмма Робертс). Шоу началось в 2004 году и стало самой популярной программой в США среди детей от 9 до 14 лет. Сериал был создан Сью Роуз, которая ранее создала сериалы Pepper Ann и Анжела Анаконда.
Последний 3 сезон закончился 16 декабря 2007 года.
Повторный показ сериала продолжался до июня 2008.
Заставку исполняет Джилл Собул, которая также писала песни к сериям. Название каждой серии начинается с артикля «The».
В России сериал был дублирован творческой студией «Арт — Дубляж» по заказу Nickelodeon Россия в 2007 году.

## Сюжет
Главная героиня сериала — 13-летняя семиклассница (14-летняя в 3 сезоне) Эдди Сингер (Эмма Робертс), которая пишет песни о своей жизни в средней школе. Её лучшие друзья: Джина Фабиано, которая интересуется модой и проектирует свои собственные модели одежды, и игрок школьной команды по баскетболу Зак Картер-Шварц. Они все учатся в Средней школе Рокки Роуд в неизвестном городе на восточном побережье США. Когда в третьем сезоне Эдди получает письмо, на конверте указано «Пайнкрест, Пенсильвания». Старший брат Эдди, Бен, работает в кафе «Джус», куда часто ходят Эдди и её друзья.
На протяжении сериала Эдди переживает влюблённость в своего одноклассника Джейка Бехари (Райя Фенске) у которого уже есть девушка. Большую часть второго сезона Эдди встречается с Рэнди Кляйном (Эван Пэлмер). Они расстаются в конце сезона, когда Эдди понимает, что ей всё ещё нравится Джейк. В третьем сезоне Эдди и Джейк наконец начинают встречаться, а Зак и Джина влюбляются друг в друга.

## В ролях

### Главные роли
- Эмма Робертс — Эдди Сингер, семиклассница, пишущая песни о своей жизни в средней школе.
- Малис Джау — Джина Фабиано, лучшая подруга Эдди, интересуется модой и делает свою собственную одежду.
- Джордан Коллоуэй — Зак Картер-Шварц, лучший друг Эдди
- Тад Келли — Бен Сингер, старший брат Эдди
- Молли Хейган — миссис Сью Сингер, мама Эдди
- Маркус Флэнаган — мистер Джефф Сингер, отец Эдди.
- Эмма Дегерстедт — Мэрис. (Стала главным персонажем со 2-го сезона.[3])
- Челси Таварес — Кренберри

### Второстепенные роли
- Дастин Инграм — Дуэйн Огливи
- Мэри Лу — Мэри Фери
- Райя Фенске — Джейк Бихари
- Бьянка Колинз — Патти Перес
- Сара Хестер — Джен
- Гарри Перри III — менеджер Майк
- Милдред Думас — директор Брендивайн
- Эван Палмер — Рэнди Кляйн
- Шон Уэлен — тренер Пирсон
- Брендон Смит — Марио
- Миракл Винсент — Элли
- Шоун Макгилл — Фредди
- Картер Дженкинс — Эли Патаки
- Шаника Ноулз — Ванесса

## Эпизоды
| Сезон | Серии | Серии | Даты показа      | Даты показа     |
| Сезон | Серии | Серии | Первая серия     | Последняя серия |
| ----- | ----- | ----- | ---------------- | --------------- |
| 1     | 13    | 13    | 12 сентября 2004 | 6 марта 2005    |
| 2     | 15    | 15    | 10 сентября 2005 | 7 октября 2006  |
| 3     | 13    | 13    | 10 августа 2007  | 16 декабря 2007 |

## Сопутствующие товары
Параллельно с началом 2 сезона в 2005 году Nickelodeon начал продавать различные товары, связанные с сериалом, начиная с музыкального альбома Эммы Робертс «Unfabulous and More», который стал саундтреком к сериалу. В ноябре 2005 года вышли две книги по сериалу под названиями Keepin' It Real (ISBN 0-439-79666-0) и Split Ends (ISBN 0-439-80179-6), обе были написаны Робином Вассерманом, и первые несколько предметов одежды, взятые из гардероба Эдди в сериале. Ещё две книги вышли в феврале 2006, Starstruck (ISBN 0-439-83157-1) и Jinxed! (ISBN 0-439-83158-X).
Перед началом 3 сезона 25 сентября 2006 вышла видеоигра, основанная на сериале, созданная Game Boy Advance.
Все серии 1 и 2 сезонов были доступны для скачивания на iTunes Store в США с осени 2006.

### Саундтрек
27 сентября 2005, вскоре после премьеры 2 сезона сериала, Columbia Records и Nick Records выпустили альбом Unfabulous and More, который стал саундтреком сериала и дебютным альбомом Эммы Робертс.
Альбом включает в себя несколько оригинальных песен (среди них «Dummy» и «I Wanna Be», на которые также были сняты видеоклипы, «I Have Arrived», и «This Is Me», которые были написаны совместно с Эммой Робертс), так же как и некоторые песни Эдди из первого сезона (но более поздние их версии), включая «Punch Rocker» и «New Shoes» (обе из серии «The Party»), «94 Weeks (Metal Mouth Freak)» (из серии «The Bar Mitzvah») и «Mexican Wrestler» (которая ранее выходила в альбоме Джилл Собул Pink Pearl в 2000 году и в серии Нетакой «The 66th Day»).
Альбом занял 46 место на Billboard's Top Heatseekers.

## Выход наDVD
Одна серия 1 сезона Нетакой, «The Little Sister», вышла на DVD — на TEENick Picks 1, вышедшем в апреле 2006, вместе с сериями сериалов Дрейк и Джош, Зоуи 101, Ned’s Declassified School Survival Guide, и Ромео!.
| Название                                                                                            | Дата выхода            | Серии |
| --------------------------------------------------------------------------------------------------- | ---------------------- | ----- |
| Полный 1 сезон                                                                                      | 5 сентября, 2008 (USA) | 1-13  |
| Три диска, все 13 серий, доступные на Amazon.com, как программа «CreateSpace» «Burn-On-Demand» DVD. |                        |       |
| Название                                                                                            | Дата выхода            | Серии |
| Полный 2 сезон                                                                                      | 5 сентября, 2008 (USA) | 14-28 |
| Три диска, все 15 серий, доступные на Amazon.com, как программа «CreateSpace» «Burn-On-Demand» DVD. |                        |       |